# ميخائيل والش (لاعب كرة قدم)
ميخائيل والش (بالإنجليزية: Michael Walsh)‏ (30 مايو 1986 بليفربول في المملكة المتحدة - ) هو لاعب كرة قدم بريطاني في مركزي الوسط والظهير. لعب مع نادي آبريستويث تاون ونادي بانغور سيتي ونادي ريل ونادي تشستر سيتي وAPOP Kinyras FC ‏.

## وصلات خارجية
- ميخائيل والش (لاعب كرة قدم) على موقع قاعدة بيانات كرة القدم.إي يو (الإنجليزية)
- ميخائيل والش (لاعب كرة قدم) على موقع Soccerbase.com (لاعب) (الإنجليزية)
- ميخائيل والش (لاعب كرة قدم) على موقع عالم كرة القدم.نت (الإنجليزية)